# David Derodon
David de Rodon ou Derodon, né vers 1600 à Die et mort en 1664 à Genève, est un théologien calviniste et philosophe français.

## Biographie
Derodon eut, de son vivant, la réputation d’un dialecticien consommé, et l’on rapporte, à ce sujet, qu’un jour le président d’une thèse, dans une académie de province, interpelé par lui sans le connaitre, s’écria : « Tu es diabolus aut Derodon. ». Sa connaissance de la philosophie était à la fois vaste et profonde. Il a enseigné la philosophie à Orange, à Nîmes et à Genève. Inclinant vers les doctrines de Gassendi plutôt que de ceux du cartésianisme, il eut des discussions fréquentes avec les disciples de Descartes, avec qui il entretenait une correspondance étroite ainsi qu’avec de nombreux savants de son temps, dont Galilée.
Ses écrits montrent qu’il tenait pour vrais les principes généraux d’Aristote, dont il faisait les fondements de ses conférences publiques sur la philosophie. On trouve la matière et la forme, les différents principes de causalité, la division de l’âme dans le végétal, le sensible et le rationnel dans les spéculations des Derodon.
L’argumentation faisait cependant son plus grand plaisir. Son accord avec n’importe quel système n’était que conditionnel et formel car il opposait toujours d’innombrables objections à tout ce à quoi il paraissait acquiescer, d’où son désaccord avec les difficultés d’Aristote, sa tentative de réfutation du terme universel, et les contrastes qu’il a institués entre l’ensemble du système du Stagirite et les opinions philosophiques de Platon, Démocrite, Épicure et nombre d’autres personnalités distinguées de l’Antiquité.
Derodon prenait grand plaisir aux discussions sur la nature du genre et de l’espèce, et sur ces questions curieuses et déroutantes auxquelles on donne le nom de Croix des logiciens. Les éléments suivants sont quelques-uns des points discutables. « Le terme de genre ne peut être défini, pour la définition doit nécessairement impliquer la chose à définir. Le genre est individuel, car il est numériquement unique. Le genre est une espèce, mais l’espèce n’est pas un genre ; par conséquent, l’espèce est plus générale que le genre. »
Derodon s’est lancé dans de longues discussions sur la nature de l’être, et la région particulière de la raison. Le style de ses écrits est à la fois désordonné et obscur. Au cours de ses dissertations sur ces points, l’auteur se montre indéfectiblement attaché à la vieille maxime qu’il considère comme un principe fondamental dans tous les systèmes rationnels de la philosophie spéculative selon laquelle « il n’y a rien dans l’entendement qui n’ait pas été d’abord dans les sens ».
La métaphysique de Derodon était pourtant de nature scolastique et elle présente une curieuse somme des spéculations des philosophes arabes, des premiers théologiens scolastiques et de quelques écrivains dominicains espagnols. On lui doit un nombre considérable d’ouvrages contre les doctrines de l’Église catholique romaine, qui ont connu une large diffusion et ont été traduits en plusieurs langues étrangères. Parmi ceux-ci, on compte Quatre raisons pour lesquelles on doit quitter la R.P.R. (Paris, 1631) ; Quatre raisons qui traitent de l’eucharistie, du purgatoire, du péché originel et de la prédestination (1662) et Le Tombeau de la Messe (Genève, 1654). Ce dernier ouvrage fut brulé par la main du bourreau le 6 mars 1663 et le fit bannir du royaume, ainsi que le libraire, condamné à une amende de 1 000 livres, la perte de sa licence et un exil de dix ans. Il est également l’auteur de plusieurs ouvrages sur des sujets philosophiques, et contre les athées, parmi lesquels on peut citer : Dispute de la Messe, La Lumière de la raison opposée aux ténèbres de l’impiété, De Existentia Dei, Logica Restituta. Ses œuvres complètes ont été recueillies en deux volumes, et publiées peu après sa mort (Derodonis Opera Omnia, Genève, 1664 et 1669, 2 vol. Le premier volume contient ses écrits philosophiques, et la seconde ses écrits théologiques).
Derodon est mort en exil à Genève où il s’était retiré en 1664 à la suite de la condamnation du Tombeau de la Messe.

## Œuvre
- L'athéisme convaincu : traité démonstrant par raisons naturelles qu'il y a un Dieu, 1659. Voir sur Gallica